# 裸のジャングル
『裸のジャングル』（はだかのジャングル、The Naked Prey）は、コーネル・ワイルド主演・監督・製作による1966年の映画である。

## ストーリー
19世紀のアフリカ。猟に出かけた白人ハンターが原住民に捕えられ、衣服も武器も食料も全て奪われた状態でジャングルに放り出されて黒人たちに追跡される。

## キャスト
- コーネル・ワイルド（吹き替え:小林修）
- ゲルト・ヴァン・デン・ベルク
- ケン・ガンプ

## 評価
第39回アカデミー賞では脚本賞にノミネートされた。

## 影響
映画評論家の町山智浩はメル・ギブソン監督の2006年の映画『アポカリプト』は「『裸のジャングル』のほとんどリメイクなのだ!」と指摘している。